# Lukaskirche (Worms)

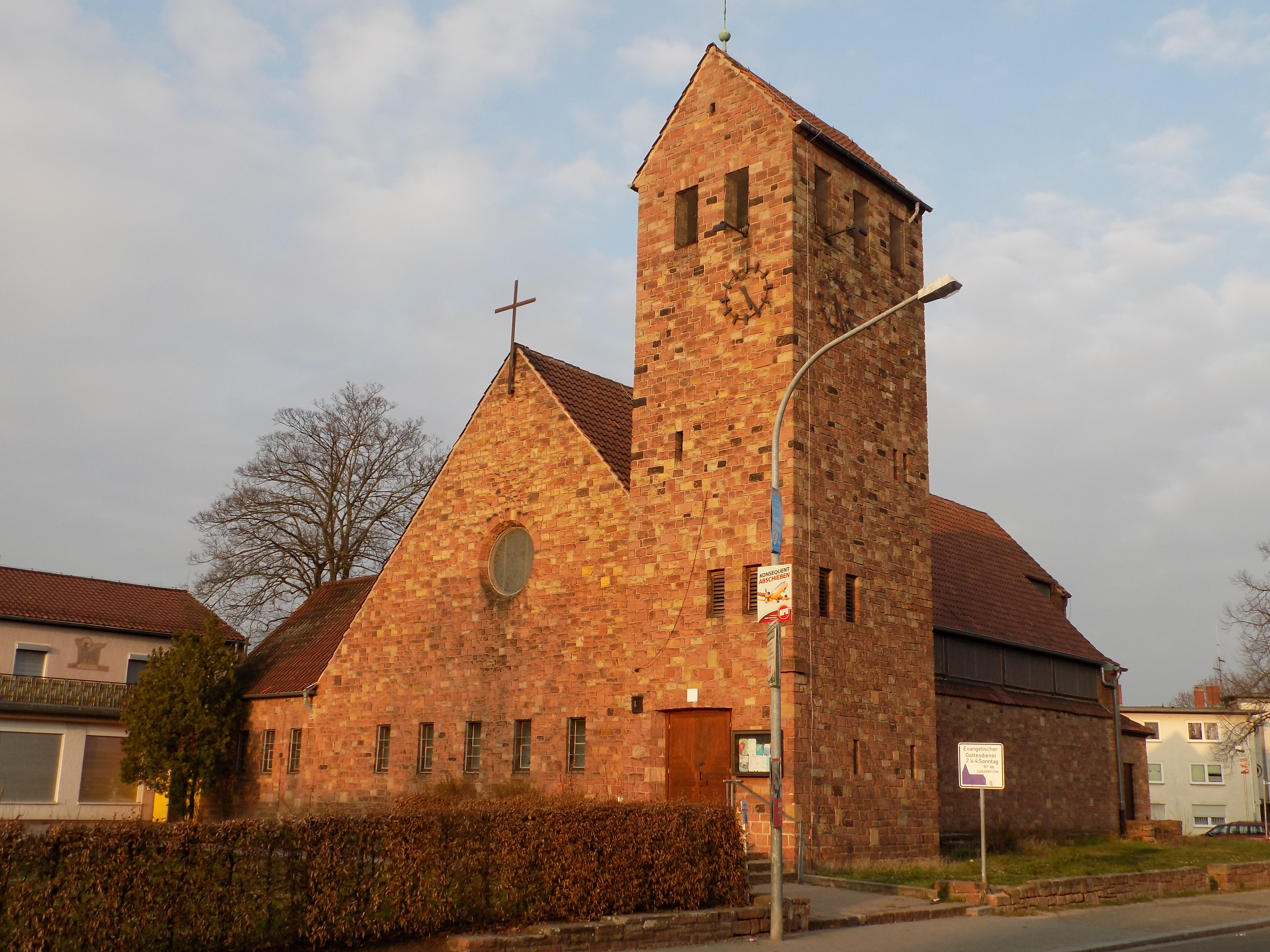
Lukaskirche von Südwesten

Die Lukaskirche ist eine evangelische Kirche und liegt im Norden der Innenstadt von Worms. 

## Gebäude
Die Kirche wurde 1950 erbaut und ersetzte eine hölzerne Baracke, die in der Zeit unmittelbar nach dem Zweiten Weltkrieg als Notkirche gedient hatte. Eingeweiht wurde das Gebäude am 10. Dezember 1950. Es war die 38. von insgesamt 49 „Bartning-Notkirchen“, Kirchengebäude, die nach den Plänen von Otto Bartning (1883–1959) errichtet wurden. Diese Kirchen wurden aus vorgefertigten Teilen mit einer Holznagelbinderkonstruktion gefertigt. Zeittypisch für die unmittelbare Nachkriegszeit sind die klaren, einfachen Formen und der Verzicht auf Zierrat. Die markante, aus heimischem Sandstein gemauerte Giebelfassade mit ihrem vorspringenden Eckturm, in dem sich der Haupteingang befindet, war ein Entwurf von Philipp Hotz.
Finanziert wurde der Bau der Lukaskirche aus Spendenmitteln der amerikanischen Abteilung des Lutherischen Weltbundes, um dem Mangel an Kirchenraum abzuhelfen. Die Wormser Innenstadt war durch alliierte Luftangriffe am 21. Februar und 18. März 1945 fast völlig zerstört worden.
Das Kirchengebäude ist heute ein Kulturdenkmal aufgrund des Denkmalschutzgesetzes des Bundeslandes Rheinland-Pfalz.

## Gemeinde
Die Lukaskirche ist neben der Dreifaltigkeitskirche, der Friedrichskirche, der Magnuskirche und dem Gemeindehaus in Rosengarten (Lampertheim) eine von fünf Gottesdienststätten der 2024 durch Fusion von fünf Vorgängergemeinden entstandenen Evangelischen Kirchengemeinde Worms-Innenstadt, die zum Dekanat Worms-Wonnegau in der Propstei Rheinhessen und Nassauer Land der Evangelischen Kirche in Hessen und Nassau gehört.